# 格拉马杜沙维耶
格拉马杜沙维耶是巴西南大河州的一个市镇。总面积217.524平方公里，总人口3911人，人口密度18人/平方公里。